# Vendel Valah
Vendel Valah (rođen 21. aprila 1946.) je bioetičar i autor fokusiran na etiku i upravljanje novim tehnologijama, posebno veštačkom inteligencijom i neuronaukom. On je stipendista Interdisciplinarnog centra za bioetiku Univerziteta Jejl, viši savetnik Hejstings centra, i stariji saradnik Karnege/Juehero u Karnegijevom savetu za etiku u međunarodnim aferama, gde on zajedno sa Anjom Kaspersen upravlja „Inicijativom za ravnopravnost veštačke inteligencije“. Valah je takođe saradnik u Centru za pravo i inovacije na Pravnoj školi Sandra Daj Okonor na Državnom univerzitetu u Arizoni. Napisao je dve knjige o etici novih tehnologija: „Moralne mašine: podučavanje robota tačno iz pogrešnog“ (2010) i „Opasni gospodar: Kako sprečiti da tehnologija isklizne izvan naše kontrole “ (2015). Volah govori o svom profesionalnom, ličnom i duhovnom putu, kao i o nekim od najvećih zagonetki sa kojima se čovečanstvo suočava u osvit bio/digitalne revolucije, u ovom podkastu koji je objavio Karnegijev savet za etiku u međunarodnim odnosima (CCEIA).

## Knjige
- Wallach, Wendell (2009). Moral machines: teaching robots right from wrong. Colin Allen. Oxford: Oxford University Press. ISBN 978-0-19-537404-9. OCLC 214322641.
- Wallach, Wendell (2015). A dangerous master: how to keep technology from slipping beyond our control. New York: Basic Books. ISBN 978-0-465-04053-7. OCLC 908671164.